# Gabriel Skragge
Gabriel Skragge, född 1660, död 1710, var en svensk teolog, professor och kyrkoledare (generalsuperintendent) i stormaktstidens svenska Livland.. 
Gabriel Skragge var son till Elof Skragge, kyrkoherde i Mora och Hedemora. Han promoverades till filosofie magister i Uppsala 1685. Han var professor i teologi samt i grekiska och orientaliska språk vid universitetet i Dorpat (Academia Gustavo-Carolina) 1698–1701. Under två perioder var han universitets rektor.
Därefter var han till sin död generalsuperintendent] i Dorpats stift, en ställning som var överordnad de övriga stiftsledarna i Livland. Under åren 1705–1706 var han dessutom superintendent för Ösels stift.
Gabriel Skragge var bror till Karl XII:s livläkare, Samuel Skragge, adlad Skraggenstierna.